# Zacualpa
Zacualpa es un municipio del departamento de Quiché, en la República de Guatemala. Tiene una extensión territorial de 336 km² y una población de 40.003 habitantes en 2021, según el censo de 2018.
Durante la época colonial, específicamente entre 1638 y 1754, fue parte de la doctrina regida por el convento de Sacapulas de los frailes dominicos, hasta que los dominicos tuvieron que entregar sus doctrinas al clero secular y ya en la época independiente, fue asignado al departamento de Quiché cuando este fue creado el 12 de agosto de 1872 por el gobierno de facto del presidente provisorio Miguel García Granados.
Entre octubre de 2015 y junio de 2016 el exalcalde Ernesto Calachij Riz y su hijo, el alcalde electo Ernesto Calachij Gutiérrez, y fueron enviados a prisión.  Primero Calachij Riz y su hijo junto a otros tres sospechos fueron apresados bajo el cargo de homicidio en grado de tentativa, amenazas, disparos sin causa justificada y asociación ilícita.  Posteriormente, el 3 de junio de 2016 de 2016 capturaron al exalcalde electo Calachij Gutiérrez por los delitos de lavado de dinero y otros activos.

## Geografía física

### Clima
La cabecera municipal de Zacualpa tiene clima templado (Clasificación de Köppen: Csb)
| Parámetros climáticos promedio de Zacualpa | Parámetros climáticos promedio de Zacualpa | Parámetros climáticos promedio de Zacualpa | Parámetros climáticos promedio de Zacualpa | Parámetros climáticos promedio de Zacualpa | Parámetros climáticos promedio de Zacualpa | Parámetros climáticos promedio de Zacualpa | Parámetros climáticos promedio de Zacualpa | Parámetros climáticos promedio de Zacualpa | Parámetros climáticos promedio de Zacualpa | Parámetros climáticos promedio de Zacualpa | Parámetros climáticos promedio de Zacualpa | Parámetros climáticos promedio de Zacualpa | Parámetros climáticos promedio de Zacualpa |
| Mes                                        | Ene.                                       | Feb.                                       | Mar.                                       | Abr.                                       | May.                                       | Jun.                                       | Jul.                                       | Ago.                                       | Sep.                                       | Oct.                                       | Nov.                                       | Dic.                                       | Anual                                      |
| ------------------------------------------ | ------------------------------------------ | ------------------------------------------ | ------------------------------------------ | ------------------------------------------ | ------------------------------------------ | ------------------------------------------ | ------------------------------------------ | ------------------------------------------ | ------------------------------------------ | ------------------------------------------ | ------------------------------------------ | ------------------------------------------ | ------------------------------------------ |
| Temp. máx. media (°C)                      | 20.0                                       | 21.3                                       | 22.6                                       | 23.4                                       | 23.1                                       | 21.8                                       | 21.6                                       | 22.0                                       | 21.8                                       | 21.0                                       | 20.8                                       | 20.4                                       | 21.7                                       |
| Temp. media (°C)                           | 14.4                                       | 15.1                                       | 16.2                                       | 17.2                                       | 17.7                                       | 17.3                                       | 16.9                                       | 16.7                                       | 16.8                                       | 16.2                                       | 15.3                                       | 14.7                                       | 16.2                                       |
| Temp. mín. media (°C)                      | 8.8                                        | 8.9                                        | 9.9                                        | 11.1                                       | 12.4                                       | 12.9                                       | 12.2                                       | 11.5                                       | 11.8                                       | 11.5                                       | 9.9                                        | 9.1                                        | 10.8                                       |
| Precipitación total (mm)                   | 11                                         | 7                                          | 14                                         | 36                                         | 95                                         | 252                                        | 192                                        | 182                                        | 200                                        | 133                                        | 52                                         | 10                                         | 1184                                       |
| Fuente: Climate-Data.org                   |                                            |                                            |                                            |                                            |                                            |                                            |                                            |                                            |                                            |                                            |                                            |                                            |                                            |

### Ubicación geográfica
Zacualpa está casi completamente rodeado de municipios del departamento de Quiché, excepto por el norte, donde colinda con Concepción, municipio del departamento de Sololá:
- Norte: San Andrés Sajcabajá, municipio del departamento de Quiché.
- Noreste:
- Sur, este y suroeste: Joyabaj, municipio del departamento de Quiché
- Oeste: Chiché, municipio del departamento de Quiché[6]

|                   | Norte: San Andrés Sajcabajá Concepción | Nordeste: Concepción |
| Oeste: Chiché     |                                        | Este: Joyabaj        |
| Suroeste: Joyabaj | Sur: Joyabaj                           | Sureste: Joyabaj     |

## Gobierno municipal
Los municipios se encuentran regulados en diversas leyes de la República, que establecen su forma de organización, lo relativo a la conformación de sus órganos administrativos y los tributos destinados para los mismos.  Aunque se trata de entidades autónomas, se encuentran sujetos a la legislación nacional y las principales leyes que los rigen desde 1985 son:
| N.º | Ley                                                | Descripción |
| --- | -------------------------------------------------- | --- |
| 1   | Constitución Política de la República de Guatemala | Tiene una regulación legal específica para los municipios en los artículos 253 al 262. |
| 2   | Ley Electoral y de Partidos Políticos              | Ley de carácter constitucional aplicable a los municipios en el tema de la conformación de sus autoridades electas. |
| 3   | Código Municipal                                   | Decreto 12-2002 del Congreso de la República de Guatemala. Tiene la categoría de ley ordinaria y contiene preceptos generales aplicables a todos los municipios, e inclusive contiene legislación referente a la creación de los municipios.             |
| 4   | Ley de Servicio Municipal                          | Decreto 1-87 del Congreso de la República de Guatemala. Regula las relaciones entra la municipalidad y los servidores públicos en materia laboral. Tiene su base constitucional en el artículo 262 de la constitución que ordena la emisión de la misma. |
| 5   | Ley General de Descentralización                   | Decreto 14-2002 del Congreso de la República de Guatemala. Regula el deber constitucional del Estado, y por ende del municipio, de promover y aplicar la descentralización y desconcentración económica y administrativa.                                |

El gobierno de los municipios está a cargo de un Concejo Municipal mientras que el código municipal —ley ordinaria que contiene disposiciones que se aplican a todos los municipios— establece que «el concejo municipal es el órgano colegiado superior de deliberación y de decisión de los asuntos municipales […] y tiene su sede en la circunscripción de la cabecera municipal»; el artículo 33 del mencionado código establece que «[le] corresponde con exclusividad al concejo municipal el ejercicio del gobierno del municipio».
El concejo municipal se integra con el alcalde, los síndicos y concejales, electos directamente por sufragio universal y secreto para un período de cuatro años, pudiendo ser reelectos.
Existen también las Alcaldías Auxiliares, los Comités Comunitarios de Desarrollo (COCODE), el Comité Municipal del Desarrollo (COMUDE), las asociaciones culturales y las comisiones de trabajo. Los alcaldes auxiliares son elegidos por las comunidades de acuerdo a sus principios y tradiciones, y se reúnen con el alcalde municipal el primer domingo de cada mes, mientras que los Comités Comunitarios de Desarrollo y el Comité Municipal de Desarrollo organizan y facilitan la participación de las comunidades priorizando necesidades y problemas.

### Alcaldes
| Período | Nombre                          | Breve descripción |
| ------- | ------------------------------- | --- |
| N/A     | Ernesto Calachij Riz            | El 8 de octubre de 2015, el alcalde electo por el partido LIDER, Calachij Gutiérrez, y su padre, exalcalde Ernesto Calachij Riz, fueron enviados a prisión junto a otros tres sospechos bajo el cargo de homicidio en grado de tentativa, amenazas, disparos sin causa justificada y asociación ilícita. |
| 2016    | Ernes Efraín Calachij Gutiérrez | El 3 de junio de 2016 capturaron al exalcalde electo Calachij Gutiérrez por los delitos de lavado de dinero y otros activos; durante los allanamientos realizados en la aldea Xicacal se encontró dinero en efectivo y un arma de fuego.                                                                 |

2024.  Genaro Grave Hernandez

## Historia

### Convento y doctrina de los dominicos

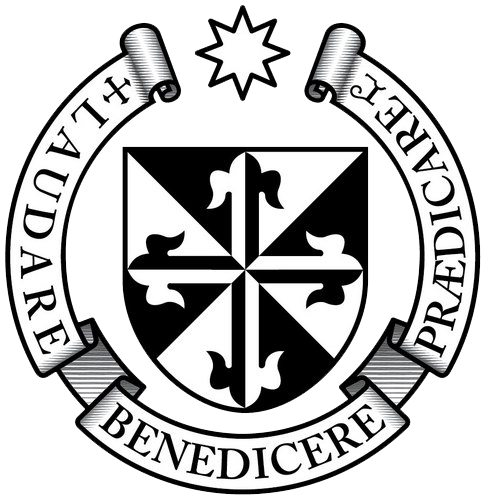
Escudo de la Orden de Predicadores.

La Corona española se enfocó en la catequización de los indígenas; las congregaciones fundadas por los misioneros reales en el Nuevo Mundo fueron llamadas «doctrinas de indios» o simplemente «doctrinas». Originalmente, los frailes tenían únicamente una misión temporal: enseñarle la fe católica a los indígenas, para luego dar paso a parroquias seculares como las establecidas en España; con este fin, los frailes debían haber enseñado los evangelios y el idioma español a los nativos. Ya cuando los indígenas estuvieran catequizados y hablaran español, podrían empezar a vivir en parroquias y a contribuir con el diezmo, como hacían los peninsulares.
Pero este plan nunca se llevó a cabo, principalmente porque la corona perdió el control de las órdenes regulares tan pronto como los miembros de éstas se embarcaron para América. Por otra parte, protegidos por sus privilegios apostólicos para ayudar a la conversión de los indígenas, los misionares solamente atendieron a la autoridad de sus priores y provinciales, y no a la de las autoridades españolas ni a las de los obispos. Los provinciales de las órdenes, a su vez, únicamente rendían cuentas a los líderes de su orden y no a la corona; una vez habían establecido una doctrina, protegían sus intereses en ella, incluso en contra de los intereses del rey y de esta forma las doctrinas pasaron a ser pueblos de indios que se quedaron establecidos para todo el resto de la colonia.
Las doctrinas fueron fundadas a discreción de los frailes, ya que tenían libertad completa para establecer comunidades para catequizar a los indígenas, con la esperanza de que estas pasaran con el tiempo a la jurisdicción de una parroquia secular a la que se le pagaría el diezmo; en realidad, lo que ocurrió fue que las doctrinas crecieron sin control y nunca pasaron al control de parroquias. La administración colectiva por parte del grupo de frailes eran la característica más importante de las doctrinas ya que garantizaba la continuación del sistema de la comunidad en caso falleciese uno de los dirigentes.

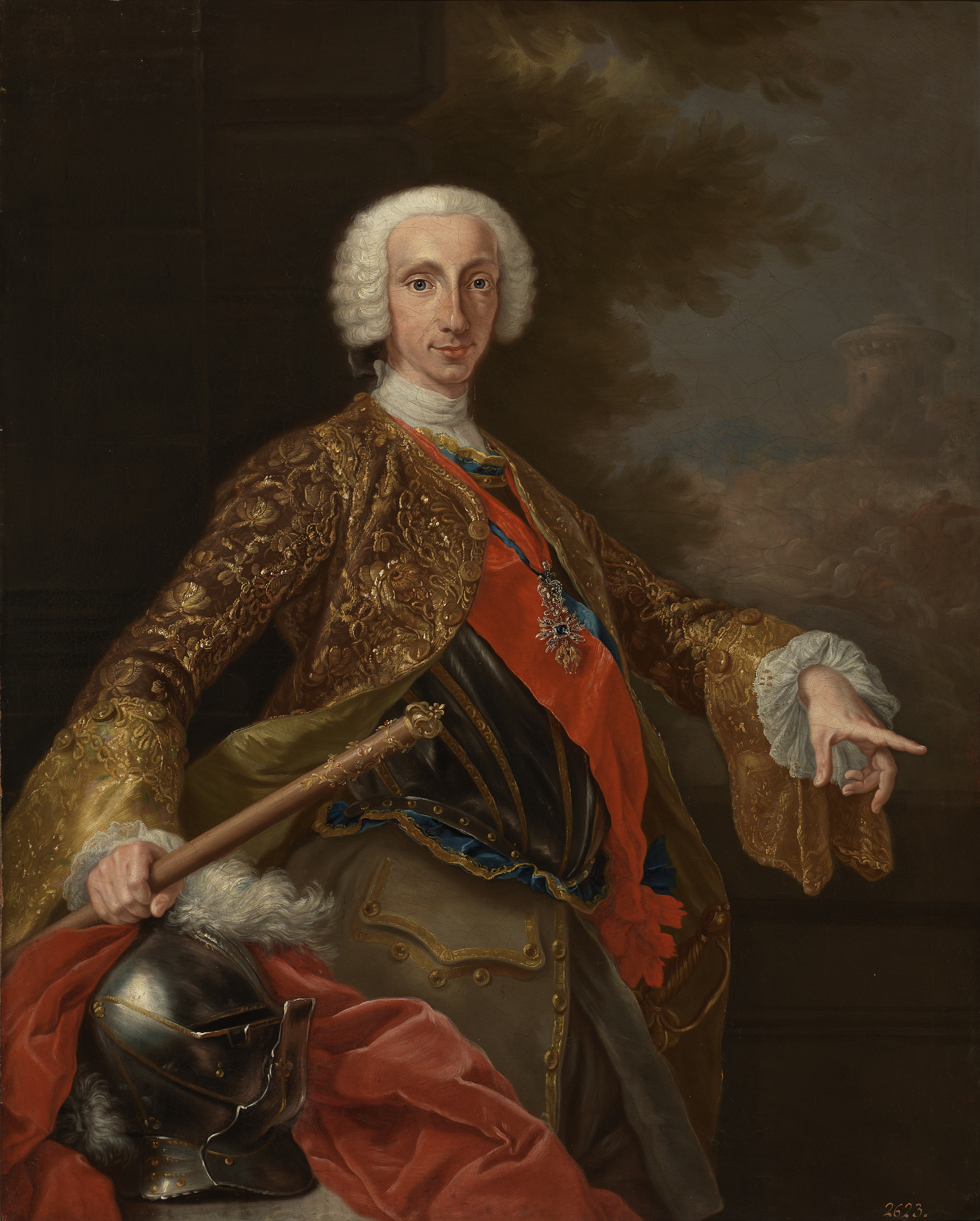
Rey Carlos III de España, promotor de las reformas borbónicas.

En 1638, los dominicos separaron a sus grandes doctrinas —que les representaban considerables ingresos económicos— en grupos centrados en sus seis conventos:  Los conventos estaban en: la ciudad de Santiago de los Caballeros de Guatemala, Amatitlán, Verapaz, Sonsonate, San Salvador y Sacapulas. Específicamente en Sacapulas, la doctrina abarcaba los poblados de Sacapulas, Cunén, Nebaj, Santa Cruz del Quiché, San Andrés Sajcabajá, Zacualpa y Chichicastenango.
En 1754, en virtud de una Real Cédula parte de las Reformas Borbónicas, todos los curatos de las órdenes regulares fueron traspasados al clero secular. En 1765 se publicaron las reformas borbónicas de la Corona española, que pretendían recuperar el poder real sobre las colonias y aumentar la recaudación fiscal. Con estas reformas se crearon los estancos para controlar la producción de las bebidas embriagantes, el tabaco, la pólvora, los naipes y el patio de gallos. La real hacienda subastaba el estanco anualmente y un particular lo compraba, convirtiéndose así en el dueño del monopolio de cierto producto. Ese mismo año se crearon cuatro subdelegaciones de la Real Hacienda en San Salvador, Ciudad Real, Comayagua y León y la estructura político administrativa de la Capitanía General de Guatemala cambió a quince provincias.

### Tras la Reforma Liberal
Tras el triunfo de la Reforma Liberal en 1871 el clero regular fue nuevamente expulsado del país, y el presidente de facto provisiorio Miguel García Granados dispuso crear el departamento de Quiché para mejorar la administración territorial de la República dada la enorme extensión del territorio de Totonicapán/Huehuetenango y de Sololá/Suchitepéquez. De esta cuenta, el 12 de agosto de 1872 Zacualpa —o «Sacualpa», como se le decía entonces— pasó a formar parte del nuevo departamento de Quiché, junto con la nueva cabecera Santa Cruz del Quiché y Joyabaj, Lemoa, Chichicastenango, Chinic, Chiché, Patzité, San Andrés Joyabajá, San Pedro Jocopilas, San Miguel Uspantán, Cotzal, Chujuyup, Cunem, San Bartolo Jocotenango, Nebaj, Sacapulas, Caniyá y Chajul.